# Ulrich Kinzel
Ulrich Kinzel (* 30. Dezember 1956 in Kiel) ist ein deutscher Germanist.

## Leben
Von 1976 bis 1983 studierte er deutsche und englische Philologie in Kiel (1983 erstes Staatsexamen LA Gymnasium/1987 Promotion zum Dr. phil. in Kiel). Nach dem zweiten Staatsexamen 1989 LA Gymnasium ist er seither an diversen Gymnasien in Schleswig-Holstein tätig. Von 1990 bis 2000 war er wissenschaftlich an den Universitäten Stettin, Konstanz, Kiel und Hamburg tätig. Nach der Habilitation 1997 im Fach Neuere deutsche Literatur an der Universität Hamburg lehrt seit 2002 fachdidaktisch am Institut für Neuere deutsche Literatur und Medien der CAU Kiel. 2012 wurde er außerplanmäßiger Professor für Deutsche Literatur an der CAU Kiel. Bis Anfang 2023 unterrichtete er als Lehrer am Ernst-Barlach-Gymnasium in Kiel. 
Seine Forschungsschwerpunkte sind deutsche Literatur des 16. bis 21. Jahrhunderts, Literaturtheorie und Diskursanalyse, Komparatistik (engl./am. und dt. Literatur) und Literaturdidaktik.

## Schriften (Auswahl)
- Zweideutigkeit als System. Zur Geschichte der Beziehungen zwischen der Vernunft und dem Anderen in Thomas Manns Roman „Doktor Faustus“. Frankfurt am Main 1988, ISBN 3-8204-0299-3.
- Ethische Projekte. Literatur und Selbstgestaltung im Kontext des Regierungsdenkens. Humboldt, Goethe, Stifter, Raabe. Frankfurt am Main 2000, ISBN 3-465-03064-8.
- als Herausgeber: An den Rändern der Moral. Studien zur literarischen Ethik. Ulrich Wergin gewidmet. Würzburg 2008, ISBN 3-8260-3716-2.